# Województwo mazowieckie
Województwo mazowieckie (dansk: voivodskabet Masovien) er en administrativ del af det centrale Polen, et af de 16 voivodskaber, der blev skabt efter den administrative reform i 1999. Voivodskabets hovedstad er Polens hovedstad Warszawa. Med et areal på 35.579 km2 og 5.508.322 indbyggere(31.12.2024) er Masovien det største og folkerigeste voivodskab i Polen. Befolkningstætheden er på 152,5 personer pr km2.
Voivodskabet Masovien grænser op til voivodskabet Ermland-Masurien mod nord, voivodskabet Podlasie mod nordøst, voivodskabet Lublin mod sydøst, voivodskabet Święty Krzyż mod syd, voivodskabet Łódźsk mod sydvest og voivodskabet Kujavien-Pommern mod nordvest.
Voivodskabet består af de tidligere Warszawa, Płock, Ciechanów, Ostrołęka, Siedlce og Radom voivodskaber. Voivodskabets navn minder om traditionelle navn på regionen, Mazowsze, som det er nogenlunde sammenfaldende med. Imidlertid lå den sydlige del af voivodskabet med Radom tidligere i Małopolska (Lillepolen) og Łomża, der historisk var en del af Masovien, er nu en del af voivodskabet Podlasie.

## Administrativ inddeling
Masovien voivodskab er inddelt 42 distrikter (powiat): 5 bydistrikter og 37 landdistrikter. Disse er underopdelt i 314 gmina.

### Byer i voivodskabet
I voivodskabet Masovien er der 85 byer, listet herunder efter indbyggertal pr. 31. december 2006::
| 1. Warszawa (1.700.536) 2. Radom (226.372) 3. Płock (127.307) 4. Siedlce (77.047) 5. Pruszków (61.789) 6. Ostrołęka (53.982) 7. Legionowo (50.698) 8. Ciechanów (45.902) 9. Otwock (43.247) 10. Żyrardów (41.161) 11. Sochaczew (37:925) 12. Mińsk Mazowiecki (37.808) 13. Piaseczno (37.508) 14. Wołomin (36.711) 15. Mława (29.702) 16. Nowy Dwór Mazowiecki (27.545) 17. Grodzisk Mazowiecki (27.055) 18. Wyszków (27.010) 19. Ząbki (24.422) 20. Marki (23.376) 21. Piastów (23.273) 22. Ostrów Mazowiecka (22.560) 23. Płońsk (22.233) 24. Pionki (19.788) 25. Pułtusk (19.229) 26. Gostynin (19.119) 27. Sierpc (18.791) 28. Sulejówek (18.676) 29. Kozienice (18.541) | 1. Sokołów Podlaski (18,419) 2. Józefów (18,353) 3. Kobyłka (17,897) 4. Zielonka (17,180) 5. Przasnysz (17,069) 6. Konstancin-Jeziorna (16,579) 7. Garwolin (16,072) 8. Łomianki (15,744) 9. Milanówek (15,660) 10. Grójec (14,990) 11. Węgrów (12,606) 12. Błonie (12,259) 13. Szydłowiec (12,030) 14. Brwinów (11,968) 15. Góra Kalwaria (11,130) 16. Warka (11,028) 17. Karczew (10,396) 18. Maków Mazowiecki (9,880) 19. Żuromin (8,647) 20. Ożarów Mazowiecki (8,237) 21. Zwoleń (8,176) 22. Radzymin (7,864) 23. Nasielsk (7,364) 24. Białobrzegi (7,320) 25. Tłuszcz (7,283) 26. Łosice (7,252) 27. Łochów (6,452) 28. Przysucha (6,245) | 1. Mszczonów (6,231) 2. Lipsko (5,826) 3. Iłża (5,165) 4. Łaskarzew (4,908) 5. Raciąż (4,752) 6. Pilawa (4,196) 7. Gąbin (4,137) 8. Żelechów (4,016) 9. Skaryszew (3,989) 10. Tarczyn (3,886) 11. Nowe Miasto nad Pilicą (3,832) 12. Podkowa Leśna (3,824) 13. Serock (3,721) 14. Halinów (3,369) 15. Zakroczym (3,367) 16. Glinojeck (3,052) 17. Myszyniec (3,014) 18. Drobin (2,980) 19. Kałuszyn (2,905) 20. Chorzele (2,783) 21. Wyszogród (2,772) 22. Różan (2,661) 23. Mogielnica (2,461) 24. Kosów Lacki (2,135) 25. Bieżuń (1,874) 26. Brok (1,859) 27. Mordy (1,840) 28. Wyśmierzyce (889) |